# Gulalai Ismail

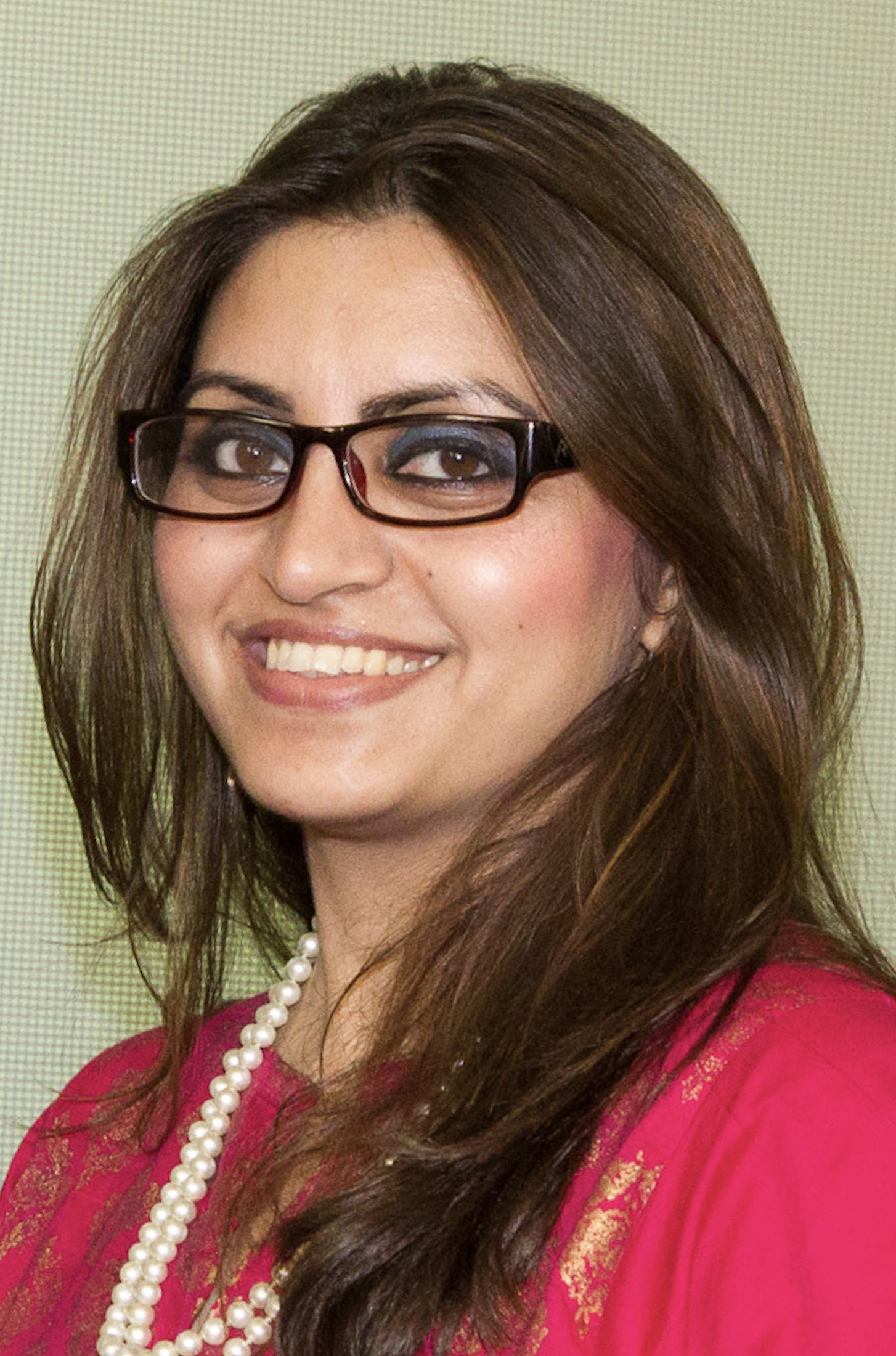
Gulalai Ismail (2014)

Gulalai Ismail (paschtunisch ګلالۍ اسماعیل; Urdu گلالئی اسماعیل; * 1986 in Swabi) ist eine paschtunisch-pakistanische Menschenrechtsaktivistin. Sie gründete und leitete die Netzwerke Aware Girls und Seeds of Peace und lebt heute wegen vielfältiger Bedrohungen im Exil in den USA.

## Biographie
Gulalai Ismail wurde 1986 in Swabi in der nordostpakistanischen Provinz Khyber Pakhtunkhwa geboren. Sie wuchs in Peschawar in der Grenzregion zu Afghanistan auf. Ihr Vater war der Lehrer und Menschenrechtsaktivist Mohammed Ismail. In der Familie wurde von klein auf über Geschlechterdiskriminierung und Frauenrechte gesprochen.
Sie schloss 2002 an der Quaid-i-Azam-Universität in Islamabad mit einem Master in Biotechnologie ab. Im Alter von 16 Jahren gründete sie mit ihrer Schwester Saba Ismail die NGO Aware Girls, die sich den Kampf gegen eine Kultur der Gewalt und Unterdrückung von Frauen in den ländlichen Gebieten der Provinz Khyber Pakhtunkhwa zum Ziel setzte. 2011 war auch die Friedensnobelpreisträgerin Malala Yousafzai Teilnehmerin bei Aware Girls.
Ismail versucht, Friedensaktivisten zusammenzubringen, um friedlichen Widerstand gegen die Taliban zu fördern und Frauen zu politischem Engagement zu ermutigen. Sie regte an, dass Untersuchungen zu den psychologischen Auswirkungen des Terrorismus auf Kinder und Familien durchgeführt werden. Ismail sprach sich auch gegen die Blasphemiegesetze in Pakistan aus und die Auswirkungen, die diese Gesetze auf die säkulare Rede und den säkularen Aktivismus sowie die Sicherheit der Aktivisten haben. Sie zeigte sich überzeugt, dass es ohne eine säkulare Demokratie keinen Frieden in Pakistan geben könne.
Zusätzlich zu Aware Girls, dessen Vorsitzende sie weiterhin ist, gründete Ismail 2010 das Netzwerk Seeds for Peace, das junge Menschen in Menschenrechten und politischer Führung ausbildet und die Toleranz zwischen Menschen verschiedener Glaubensrichtungen fördern soll. Seeds of Peace ist eine Reaktion auf die ihrer Ansicht nach zunehmende „Talibanisierung“ gefährdeter junger Männer und Frauen im Swabi Distrikt und anderen ländlichen Gebieten. Laut dem World Humanist Congress zeichnet sich die Arbeit des Netzwerks durch die Förderung von Frieden und Pluralismus und die Infragestellung von religiösem Extremismus und Militanz aus.
Von 2009 bis 2011 war Ismail Mitglied des Exekutivausschusses von The International Humanist und der Ethical Youth Organization. Von 2010 bis 2012 war sie im Vorstand des Women’s Global Network for Reproductive Rights. Sie arbeitet außerdem für die Gender Working Group des United Network of Young Peacebuilders (UNOY) und ist Mitglied des Asian Democracy Network.
2013 richtete Ismail die Telefon-Hotline Marastyal mit Sitz in Peshawar ein, die Opfern geschlechtsspezifischer Gewalt Rechtsberatung und medizinische Nothilfe anbietet.
Ismails Organisation erweiterte ihren Tätigkeitsbereich um Aufklärung zu Themen wie Zugang zu Abtreibung oder Prävention von HIV und AIDS. Gulalai und ihre Schwester Saba waren als Beraterinnen für Frieden und Frauenrechte bei den UN und für US-Regierungsabteilungen tätig.

Gulalai Ismail war wegen ihres Aktivismus häufig Bedrohungen ausgesetzt bis zu bewaffneten Überfällen auf das Haus der Familie (2014). In einem Interview mit der BBC sagte sie: 

„Ich weiß, dass die Risiken groß sind... manchmal fürchte ich um das Leben meiner Familie... wir mussten mehrere Male umziehen, immer und immer wieder ... Eine der positiven Botschaften, die ich daraus ziehe, ist, dass sie Angst vor den Auswirkungen meiner Arbeit haben, dass sie mir deshalb Angst machen und mich mundtot machen wollen.“

Im September 2019 musste Gulalai Ismail wegen der Bedrohungslage aus Pakistan fliehen und ins Exil in die Vereinigten Staaten gehen, nachdem sie Vorwürfe gegen das pakistanische Militär wegen sexueller Übergriffe und des Verschwindenlassens von Personen erhoben hatte.

## Auszeichnungen

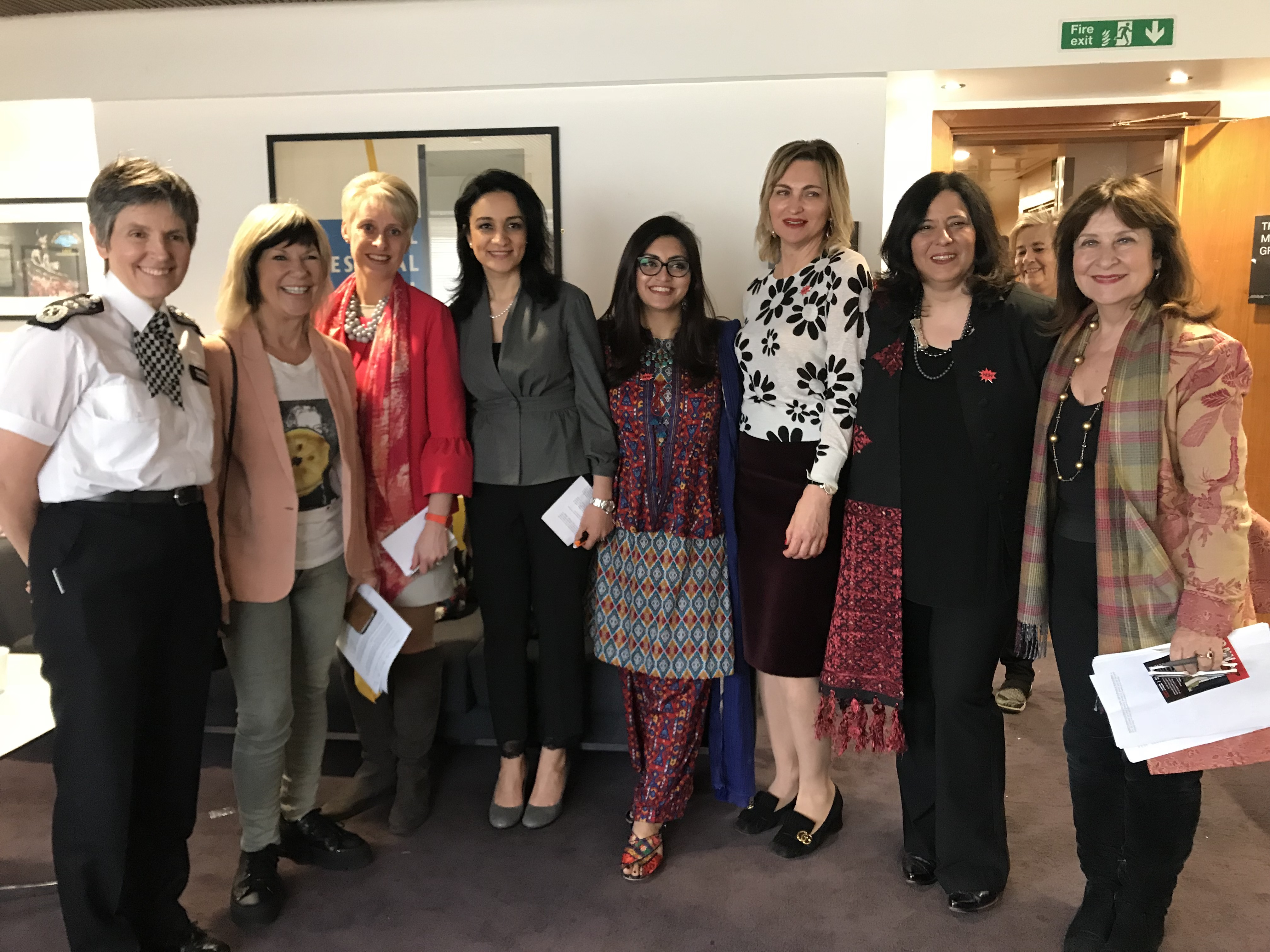
Gulalai Ismail beim Women of the World Festival (2018)

- 2009 Stipendium von YouthActionNet
- 2013 Demokratiepreis des National Endowment for Democracy
- 2013 Nennung als einer der 100 wichtigsten globalen Denker des Jahres durch das Foreign-Policy-Magazin[13]
- 2015 Commonwealth Youth Award for Excellence in Development[14]
- 2016 Preis der Chirac-Stiftung für ihre Organisation Girls Aware[15]
- 2017 Anna-Politkowskaja-Preis für die Kampagne gegen religiösen Extremismus[16]
- 2021 Ernennung zur ersten Botschafterin von Humanists International[11]